# Dunalia spinosa
Dunalia spinosa är en potatisväxtart som först beskrevs av Franz Julius Ferdinand Meyen, och fick sitt nu gällande namn av Carl Lebrecht Udo Dammer. Dunalia spinosa ingår i släktet Dunalia och familjen potatisväxter. Inga underarter finns listade i Catalogue of Life.